# Успенская церковь (Ивангород)
Церковь Успе́ния Пресвято́й Богоро́дицы  — приходская церковь начала XVI века в Ивангородской крепости.

## История
Каменная церковь была построена в 1507—1509 годах на территории Ивангородской крепости. Предположительно, её автором был Марк Грек. В храме имелся придел во имя Покрова Богородицы.
Исследователи расходятся во мнениях в определении точной даты его основания (от конца XV до середины XVI вв.).
Во время шведского владычества в Ивангороде православную церковь переосвятили в лютеранскую. После взятия Нарвы и Ивангорода русскими войсками в 1704 году церковь была закрыта.
В 1744 году по приказу Елизаветы Петровны храм восстановили для православного богослужения.
В 1757 году Покровский придел Успенской церкви преобразован в самостоятельную церковь во имя Покрова Пресвятой Богородицы 
Храм обновлялся в 1757, 1838—1846, 1896—1901 годах.
В 1944 году, во время военных действий под Нарвой, церковь сильно пострадала и была закрыта. В 1976—1985 гг. она была отреставрирована. С 1987 по 1988 год церковь использовалась как концертный зал.
В 1991 (1994) году храм возвращён Русской Православной церкви. В 2010 году в храме устроен придел в честь новомученика Александра Волкова.

## Духовенство Успенской церкви
Настоятели церкви
- Иоанн Васильев, священник 1741
- Петр Иоаннов, священник 1780
- Иоанн Иоаннов, священник 1781
- Григорий Иоаннов, священник 1785—1793
- Иосиф Андреев, протоиерей 1796—1798
- Симеон Николаев 20 декабря 1809
- Федор Тимофеев священник 1828
- Орлов Алексей Ефимович священник 1839
- Навроцкий Симеон Андреевич, протоиерей 1845
- Якубович Александр Иванович, священник
- Волков Павлин Александрович (1867—1907)
- Волков Александр Павлинович (1907—1919)
- Добронравин Павел Михайлович (1919—1932)
- Киселёв Александр Николаевич (1933—1938)
- Гуковский Александр, священник (1938)
- Лукканен Михаил, священник (1939)
- Рупский Константин, священник (1939—1940)
- Николай Зайцев, священник (1994—2009)
- Игумен Довмонт (Алексей Беляев) (c 2009)